# Biblia Hebraica Quinta
A Biblia Hebraica Quinta (BHQ), como sugere o nome latino, trata-se de um projeto em andamento, da 5ª edição da Biblia Hebraica, sucessora das 3 edições da Biblia Hebraica de Kittel (BHK) e da Biblia Hebraica Stuttgartensia (BHS), 4ª edição.

## Edição e publicação

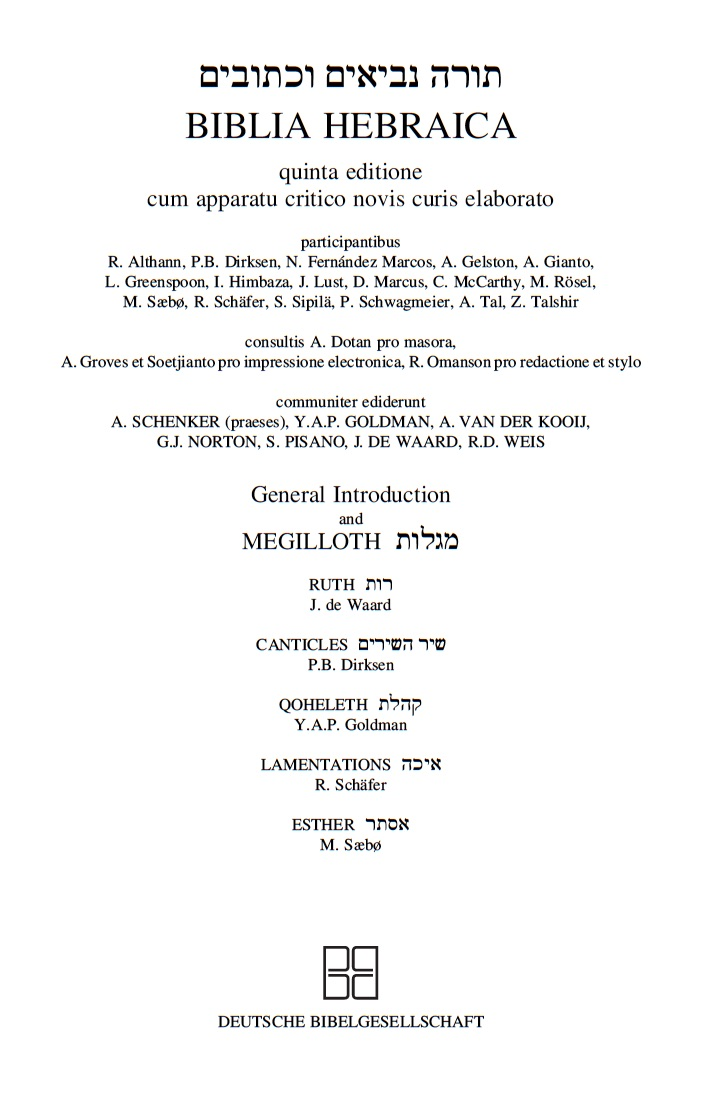
Bíblia Hebraica Quinta

O projeto está sendo publicado em fascículos desde 2004, livro a livro, que já podem ser encontrados à venda no site da Amazon. A obra completa estava prevista para conclusão em 2020. No entanto, segundo o site oficial em alemão, há livros ainda em preparação (sem data estimada de conclusão) e ainda outros programados para serem lançados em 2023 (Jó) e 2024 (Ezequiel).

## Comissão
Esta edição é um trabalho "internacional e ecumênico", pois apresenta editores de 13 países diferentes e denominações religiosas diferentes (católicos, protestantes e judeus).

## Características
A BHQ faz uma apresentação diplomática do Códice de Leningrado, comparando-o com mais dois manuscritos hebraicos e versões antigas.
Diferentemente das edições anteriores, inclui nas notas de rodapé um comentário explicando a Masorah e discutindo o significado das variantes textuais. Ele também contém a Masorah magna, que não estava nas três primeiras versões e só está disponível em um volume suplementar na BHS.
O aparato crítico é mais extenso, porém mais fácil de se compreender por não usar mais abreviaturas em latim. Outra mudança é que raramente cita variantes dos manuscritos hebraicos coletados por Benjamin Kennicott e Christian D. Ginsburg. Os editores, seguindo o trabalho de Moshe Goshen-Gottstein, acreditam que essas variantes são de pouco valor.